# 大本德城 (明尼蘇達州)
大本德城（英語：Big Bend City）是位於美國明尼蘇達州契皮瓦縣大本德鎮區的一個非建制地區。

## 地理
大本德城所處的海拔為高於海平面316米（即1037英呎），而該地所採用的時區為UTC-6，即北美中部時區（CST）。同時該地設有夏令時間，為UTC-6調快一小時，即UTC-5（CDT）。